# Zator (przystanek kolejowy)
Zator – przystanek kolejowy w Zatorze, w województwie małopolskim, w powiecie oświęcimskim. Na stacji zatrzymują się sezonowe pociągi (w okresie wakacyjnym) Polregio w kierunku Krakowa, w celu dowozu osób do parku rozrywki Energylandia. Od 1 października 2022 roku w związku z uruchomieniem połączeń Kraków Główny – Przeciszów na przystanku zatrzymują się pociągi Kolei Małopolskich.

## Ruch pasażerski
| Rok  | Wymiana pasażerska na dobę |
| ---- | -------------------------- |
| 2017 | 0-9                        |
| 2022 | 200-299                    |